# Dumitru Stratilescu
Dumitru Stratilescu - ortografiat uneori și Strătilescu, (n. 28 august 1864 - d. 1927, București) a fost unul dintre generalii Armatei României din Primul Război Mondial. 
A îndeplinit funcții de comandant de armată, corp de armată și divizie în campaniile anilor 1916, 1917 și 1918.

## Cariera militară
După absolvirea școlii militare de ofițeri cu gradul de sublocotenent, Dumitru Stratilescu a ocupat diferite poziții în cadrul unităților de infanterie sau în eșaloanele superioare ale armatei, cele mai importante fiind cele de șef al Secției II și sub-șef al Marelui Stat Major.
În perioada Primului Război Mondial, îndeplinit funcțiile de sub-șef al Marelui Cartier General, în perioada 14/27 august  - 1/13 noiembrie 1916, comandant al Corpului I Armată, în perioada 1/13 noiembrie  - 12/25 noiembrie 1916, comandant al Armatei 1, în perioada 13/26 noiembrie 1916  - 19 decembrie 1916/1 ianuarie 1917, comandant al Diviziei 1 Infanterie în perioada 19 decembrie 1916/1 ianuarie 1917 - 30 decembrie 1917/12 ianuarie 1918, comandant al Corpului IV Armată, în perioada  5/18 ianuarie 1918  - 24 mai/6 iunie 1918, comandant al Corpului V Armată, în perioada  9/22 iunie 1918 - 1 mai 1920.
A fost decorat cu Ordinul „Mihai Viteazul”, clasa III, pentru modul cum a condus Divizia 1 Infanterie în Bătălia de la Mărăști, din vara anului 1917.
„Pentru destoinicia cu care a condus operațiile diviziei, în luna iulie 1917.”
Înalt Decret no. 759 din 21 iulie 1917:p. 92
După război a mai comandat Inspectoratul de Armată nr. 1 și a îndeplinit funcția de Inspector General al Armatei.

## Decorații
- Ordinul „Steaua României”, în grad de ofițer (1912)
- Ordinul „Coroana României”, în grad de comandor (1909)
- Medalia „Bărbăție și Credință” cu distincția „Campania din 1913” (1913)[2]:p. 431
- Ordinul „Mihai Viteazul”, clasa III, 21 iulie 1917[8]:p. 89